# Rîngaci, Edineț
Rîngaci este un sat din cadrul comunei Cepeleuți din raionul Edineț, Republica Moldova.

## Demografie

### Structura etnică
Structura etnică a satului conform recensământului populației din 2004:
| Grup etnic         | Populație | % Procentaj |
| ------------------ | --------- | ----------- |
| Ucraineni          | 133       | 59,11%      |
| Moldoveni / Români | 89        | 39,55%      |
| Ruși               | 3         | 1,33%       |
| Total              | 225       | 100%        |